# بركل
البَرْكَل (من البَرْكَل: فرخ الثعبان الكبير، بالإنجليزية: snake weed أو snakeweed، الاسم العلمي: Stachytarpheta (L.) Vahl) هو جنس نباتي يتبع الفصيلة اللويزية من رتبة الشفويات وطائفة ثنائيات الفلقة.